# La Perrière (Saboya)
La Perrière era una comuna francesa situada en el departamento de Saboya, de la región de Auvernia-Ródano-Alpes, que el uno de enero de 2017 pasó a ser una comuna delegada de la comuna nueva de Courchevel al unirse con la comuna de Saint-Bon-Tarentaise. El 1 de enero de 2021, la comuna delegada fue suprimida por decisión del concejo municipal de la comuna de Courchevel.

## Demografía
| Gráfica de evolución demográfica de La Perrière (Saboya) entre 1800 y 2014 |
|                                                                            |

Los datos demográficos contemplados en este gráfico de la comuna de La Perrière se han cogido de 1800 a 1999 de la página francesa EHESS/Cassini, y los demás datos de la página del INSEE.